# クリスティン・ムボマ
クリスティン・ムボマ（Christine Mboma、2003年5月22日 - ）はナミビアの陸上競技選手、専門は短距離走。東カバンゴ州ディヴンドゥ出身。女子100m、200mのナミビア国内記録保持者。クリスティン・エムボマとも表記される。
ムボマは生まれながらテストステロン値が高く、2019年に国際陸上競技連盟が導入したテストステロン値が高い女性の出場資格を制限する新規約により400mの種目に出場できないため、200mに転向している。
2021年の東京オリンピックの女子200mに出場した。予選、準決勝と順にタイムを上げていき、それぞれで国内記録を更新、決勝ではそれをさらに上回るU20世界記録および国内記録を樹立して、銀メダルを獲得した。ナミビアがオリンピックでメダルを獲得したのは1996年アトランタオリンピック以来25年ぶりで、これは5個目のメダルであった。なお、過去のメダルは全てフランク・フレデリクスが男子100m、200mで一人で獲得したものなので、ムボマはナミビア史上2人目のオリンピックメダリストとなった。

## 主な戦績
| 年   | 大会                      | 開催地       | 種目 | 順位   | 記録   | 備考                 |
| ---- | ------------------------- | ------------ | ---- | ------ | ------ | -------------------- |
| 2021 | オリンピック              | 東京         | 200m | 準優勝 | 21秒81 | U20世界記録 国内記録 |
| 2021 | U20世界陸上競技選手権大会 | ナイロビ     | 200m | 優勝   | 21秒84 | 大会記録             |
| 2022 | コモンウェルスゲームズ    | バーミンガム | 200m | 3位    | 22秒80 |                      |

## 記録
| 種目   | 記録      | 年月日        | 場所                 | 備考     |
| ------ | --------- | ------------- | -------------------- | -------- |
| 100m   | 10秒97    | 2022年4月30日 | ハボローネ           | 国内記録 |
| 200m   | 21秒78    | 2021年9月9日  | チューリッヒ         | 国内記録 |
| 400m   | 49秒22    | 2021年4月17日 | ウィントフック       |          |
| 800m   | 2分03秒27 | 2021年4月10日 | ルサカ               |          |
| 1500m  | 5分00秒33 | 2021年4月10日 | グルートフォンテイン |          |
| 走幅跳 | 5.45m     | 2021年4月18日 | ウィントフック       |          |